# Phytomia bullata
Phytomia bullata är en tvåvingeart som först beskrevs av Friedrich Hermann Loew 1858.  Phytomia bullata ingår i släktet Phytomia och familjen blomflugor. Inga underarter finns listade i Catalogue of Life.